# Campionati europei di skeleton 2022
I Campionati europei di skeleton 2022 sono stati la ventottesima edizione della rassegna continentale europea dello skeleton, manifestazione organizzata annualmente dalla Federazione Internazionale di Bob e Skeleton; si sono tenuti il 14 gennaio 2022 a Sankt Moritz, in Svizzera, sulla pista Olympia Bobrun St. Moritz-Celerina, il tracciato naturale sul quale si svolsero le rassegne continentali del 1986 (unicamente nella specialità maschile), del 2003, del 2006, del 2009 e del 2016 (anche in quella femminile). La località elvetica ha quindi ospitato le competizioni europee per la sesta volta nel singolo maschile e per la quinta in quello femminile.
Anche questa edizione si è svolta con la modalità della "gara nella gara" contestualmente all'ottava e ultima tappa della Coppa del Mondo 2021/2022 e ai campionati europei di bob 2022. 
Vincitrici del medagliere sono state la Lettonia e i Paesi Bassi, rispettivamente vincitrici del singolo maschile con Martins Dukurs, al suo dodicesimo titolo continentale, e di quello femminile con Kimberley Bos, che regalò alla propria nazione e il primo alloro europeo nella storia della skeleton.

## Risultati

### Singolo donne
La gara è stata disputata il 14 gennaio 2021 nell'arco di due manches e hanno preso parte alla competizione 16 atlete in rappresentanza di 11 differenti nazioni. Campionessa uscente era la russa Elena Nikitina, vincitrice anche nel 2013, nel 2018 e nel 2020, la quale è giunta sesta in questa edizione; il titolo è stato pertanto cinto dall'olandese Kimberley Bos, che ha altresì regalato al proprio paese il primo trionfo europeo nella storia dello skeleton, davanti all'austriaca Janine Flock, già detentrice dei titoli del 2014, del 2016 e del 2019 e alla sua decima medaglia continentale in assoluto (la terza d'argento), mentre il bronzo è andato all'italiana Valentina Margaglio, primo podio continentale per lei e per lo skeleton italiano al femminile.
| Pos. | Atlete              | Nazione     | 1ª manche | 2ª manche | Totale  | Distacco |
| ---- | ------------------- | ----------- | --------- | --------- | ------- | -------- |
|      | Kimberley Bos       | Paesi Bassi | 1'08"89   | 1'08"73   | 2'17"62 | –        |
|      | Janine Flock        | Austria     | 1'09"16   | 1'09"20   | 2'18"36 | +0"74    |
|      | Valentina Margaglio | Italia      | 1'09"53   | 1'08"95   | 2'18"48 | +0"86    |
| 4    | Hannah Neise        | Germania    | 1'09"47   | 1'09"51   | 2'18"98 | +1"36    |
| 5    | Tina Hermann        | Germania    | 1'09"63   | 1'09"52   | 2'19"15 | +1"53    |
| 6    | Elena Nikitina      | Russia      | 1'09"76   | 1'09"46   | 2'19"22 | +1"60    |
| 7    | Jacqueline Lölling  | Germania    | 1'09"99   | 1'09"500  | 2'19"49 | +1"87    |
| 8    | Alina Tararyčenkova | Russia      | 1'09"83   | 1'09"79   | 2'19"62 | +2"00    |
| 9    | Anna Fernstaedt     | Rep. Ceca   | 1'09"89   | 1'09"83   | 2'19"72 | +2"10    |
| 10   | Julija Kanakina     | Russia      | 1'10"11   | 1'09"81   | 2'19"15 | +2"30    |

Nota: in grassetto il miglior tempo di manche.

### Singolo uomini
La gara è stata disputata il 14 gennaio 2022 nell'arco di due manches e hanno preso parte alla competizione 22 atleti (di cui uno non si è presentato alla partenza) in rappresentanza di 12 differenti nazioni. Campione uscente era dal russo Aleksandr Tret'jakov, già vincitore anche nell'edizione del 2007, il quale in questa occasione ha tagliato il traguardo in ottava posizione; il titolo è stato pertanto vinto per la dodicesima volta dal lettone Martins Dukurs, già trionfatore in undici edizioni consecutive (2010 al dal 2020) e argento nel 2021 dietro a Tret'jakov; dietro al campione lettone si sono piazzati i tedeschi Alexander Gassner, vincitore dell'argento e alla sua seconda medaglia continentale dopo il bronzo ottenuto del 2021, e Christopher Grotheer, per la prima volta su un podio europeo, cui andò il bronzo.
| Pos. | Atleti               | Nazione       | 1ª manche | 2ª manche | Totale  | Distacco |
| ---- | -------------------- | ------------- | --------- | --------- | ------- | -------- |
|      | Martins Dukurs       | Lettonia      | 1'07"01   | 1'07"38   | 2'14"39 | –        |
|      | Alexander Gassner    | Germania      | 1'07"46   | 1'07"38   | 2'14"84 | +0"45    |
|      | Christopher Grotheer | Germania      | 1'07"43   | 1'07"47   | 2'14"90 | +0"51    |
| 4    | Axel Jungk           | Germania      | 1'07"53   | 1'07"51   | 2'15"04 | +0"65    |
| 4    | Nikita Tregubov      | Russia        | 1'07"62   | 1'07"42   | 2'15"04 | +0"65    |
| 6    | Vladislav Semenov    | Russia        | 1'07"60   | 1'07"45   | 2'15"05 | +0"66    |
| 7    | Tomass Dukurs        | Lettonia      | 1'07"69   | 1'07"43   | 2'15"12 | +0"73    |
| 8    | Aleksandr Tret'jakov | Russia        | 1'07"78   | 1'07"47   | 2'15"25 | +0"86    |
| 9    | Matt Weston          | Gran Bretagna | 1'07"78   | 1'07"74   | 2'15"52 | +1"13    |
| 10   | Vladislav Heraskevyč | Ucraina       | 1'07"84   | 1'07"83   | 2'15"67 | +1"28    |

Nota: in grassetto il miglior tempo di manche.

## Medagliere
| Pos.   | Nazione     | Oro | Argento | Bronzo | Totale |
| ------ | ----------- | --- | ------- | ------ | ------ |
| 1      | Lettonia    | 1   | 0       | 0      | 1      |
| 1      | Paesi Bassi | 1   | 0       | 0      | 1      |
| 3      | Germania    | 0   | 1       | 1      | 2      |
| 4      | Austria     | 0   | 1       | 0      | 1      |
| 5      | Italia      | 0   | 0       | 1      | 1      |
| Totale | Totale      | 2   | 2       | 2      | 6      |